# Познанский технический университет
Познанский технический университет (пол. Politechnika Poznańska) — польский государственный университет с техническим профилем в Познани. Датой основания университета считается 1919 год, хотя статус технического университета политехнического характера ему был присвоен правительством Польши только в 1955 году.
В 1995 году Познанский технический университет стал первым польским техническим университетом, который стал членом Конференции европейских школ передового машиностроения (Conference of European Schools for Advanced Engineering) — организации, объединяющей лучшие технические университеты Европы. Университет также является участником программы обмена студентами между университетами по всей Европе.
Студенты университета несколько раз (в 2001—2004 годах) занимали призовые места во всемирных соревнованиях по проектированию компьютерных систем, организованных IEEE Computer Society, а также в Imagine Cup, организованном Microsoft . В 2004 году группа выпускников, действовавшая как независимая команда, обнаружила чрезвычайно серьезную ошибку в коде Windows и сотрудничала с Microsoft в подготовке соответствующих исправлений для её устранения.
С 2007 года в Познанском техническом университете работает Центр поддержки Eclipse в партнерстве с IBM, обеспечивая поддержку и работая над платформой программирования Eclipse.

## История

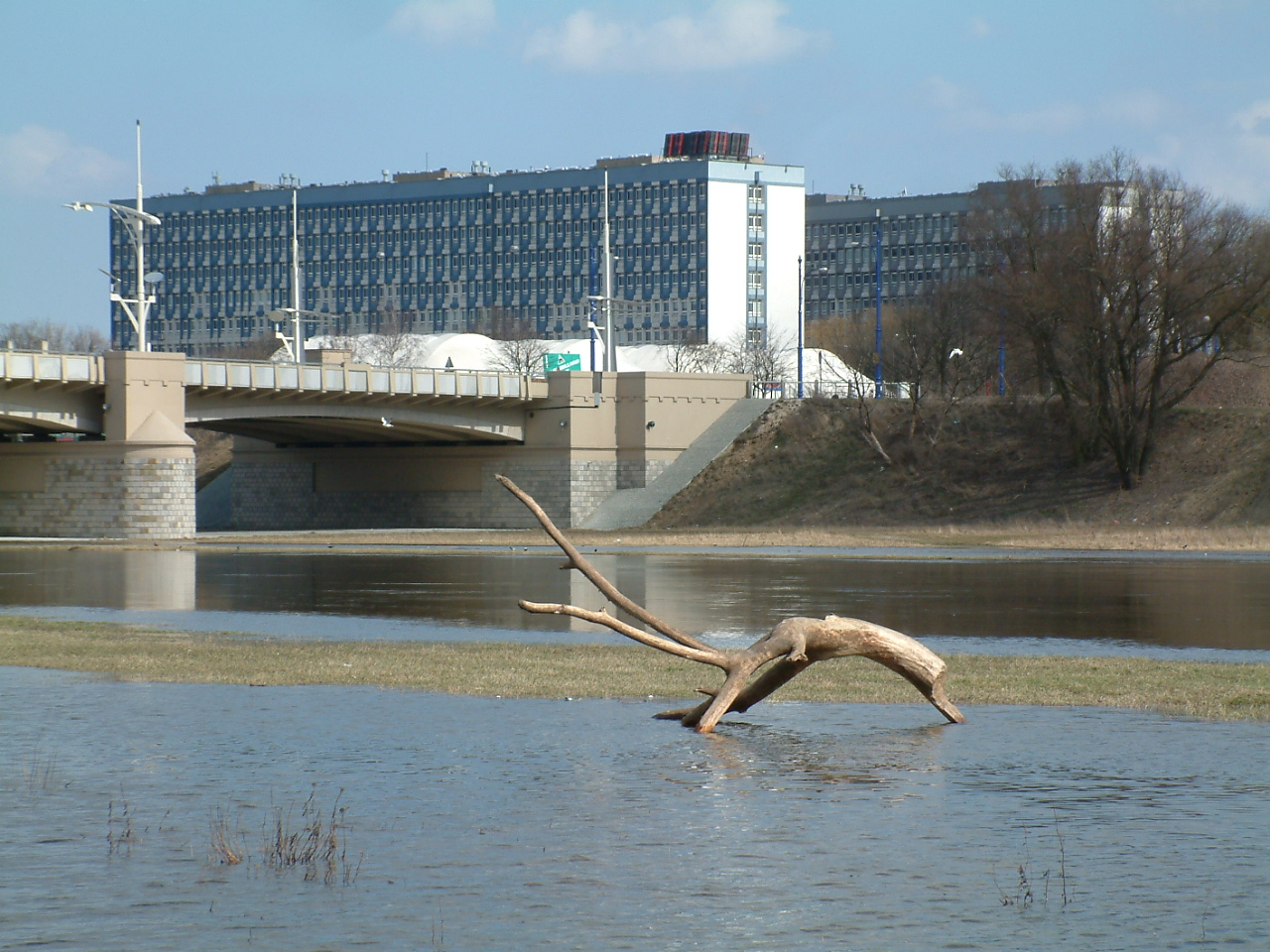
Вид на кампус и мост Святого Роха

В 1919 году по инициативе Верховного совета во время Великопольского восстания было создано и начало свою деятельность государственное высшее машиностроительное училище. В 1929 году был создан факультет электротехники, название сменилось на «Государственная высшая школа машиностроения и электротехники». В таком виде школа действовала до начала Второй мировой войны.
В 1937 году министерство официально согласилось создать политехнический университет в Познани, но Вторая мировая война фактически разрушила эти планы. После её завершения школа в 1945 году была преобразована в Инженерное училище. Однако в то же время были предприняты усилия по созданию полноценного академического технического университета в Познани. К сожалению, нехватка преподавателей, отсутствие лабораторных помещений позволили создать только Инженерное училище с факультетами машиностроение, электротехника и строительство. В таком виде школа действовала до середины 1950-х годов.
До 1955 года обучение было трёхлетним. В 1955 году Инженерная школа была переименована в Познанский технический университет. Коренным изменением в структуре стало введение в 1970 году институтской системы: на каждом факультете было создано два или три института вместо прежних кафедр. В 1968 году был создан химический факультет, в 1997 году — факультет технической физики, в 1999 году — факультет архитектуры, в 2001 году — факультет компьютерных наук и менеджмента, а в 2006 году — факультет электроники и телекоммуникаций. В 2010 году был реорганизован факультет компьютерных наук и менеджмента, затем были созданы два факультета: факультет компьютерных наук и факультет инженерии управления.
К концу 2019 года Познанский технический университет состоял из десяти факультетов. С 1 января 2020 года в Познанском техническом университете будет 9 факультетов с 31 направлением обучения. В университете работает более тысячи академических преподавателей.
Постепенно количество студентов вузов росло, достигнув к середине 90-х годов в среднем около 15-16 тыс. С 2006 года количество студентов не увеличивается свыше 20 тыс., так как вуз исчерпал свои возможности по расширению преподавательской деятельности. Дальнейшее увеличение количества студентов будет возможно только после реализации планов расширения.

## Факультеты и направления обучения
- Факультет архитектуры
  - Архитектура
  - Дизайн интерьера
- Факультет автоматического управления, робототехники и электротехники
  - Автоматизация и робототехника
  - Электротехника
  - Математика в технике
- Факультет компьютерных наук и телекоммуникаций
  - Информатика
  - Биоинформатика
  - Искусственный интеллект
  - Электроника и телекоммуникации
  - Телеинформатика
- Факультет гражданского строительства и транспорта
  - Строительство
  - Экологичное строительство
  - Строительство и эксплуатация транспортных средств
  - Авиация и космонавтика
  - Транспорт
- Факультет материаловедения и технической физики
  - IT образование
  - Техническая физика
  - Материальная инженерия
- Факультет машиностроения
  - Биомедицинская инженерия
  - Инженерное дело
  - Мехатроника
  - Управление и производственная инженерия
- Факультет экологии и энергетики
  - Инженерия окружающей среды
  - Энергетика
  - Промышленная и возобновляемая энергия
  - Авиационная техника
- Факультет менеджмента
  - Логистика
  - Управленческая инженерия
  - Техника безопасности
- Факультет химической технологии
  - Химическая и технологическая инженерия
  - Химическая технология
  - Технологии защиты окружающей среды
  - Фармацевтическая инженерия

### Полномочия
Университет имеет 19 полномочий по присвоению ученой степени доктора философии по 16 дисциплинам и 12 полномочий по присвоению ученой степени доктора с хабилитацией по 10 дисциплинам. В 2019 году в связи с реформой высшего образования была создана Докторантура Познанского технического университета .

### Рейтинг
В течение многих лет университет входит в число ведущих технических университетов Польши и Европы .
Университет входит в десятку лучших политехнических школ Польши . В 2020 году был признан лучшим в Польше по специальности «Логистика», вторым — по факультетам автоматизации и робототехники, третьим — по дисциплинам: информационные технологии, химическая инженерия и производственная инженерия. Все специальности университета входят в десятку лучших в Польше. Университет также занял 1-е место в Польше и 314-е место в мире по дисциплинам информатики и электроники.
Университет также входит в рейтинг лучших университетов мира. В 2017 году он был включён в эту эксклюзивную группу благодаря своим научным достижениям в двух дисциплинах (IT и материаловедение), в 2018 году — в трех дисциплинах (химическая инженерия, машиностроение и материаловедение), а в 2019 году эта награда была присуждена университетe по двум дисциплинам (информатика и материаловедение).

## Развитие

### Техническая библиотека и лекционный центр
После нескольких лет инвестиционной стагнации университет предпринял усилия по привлечению новых инвестиций, запустив в 1999 году архитектурный конкурс на разработку концепции Лекционного центра и Технической библиотеки на правом берегу реки Варта.
Был выборан проект архитектурной студии Fikus, предполагавший строительство здания из трех частей (лекционный центр, студенческий культурный центр, главная библиотека) с тремя проходами, разделяющими эти части, исходящими от круглой площади перед их главными входами.
Первой частью стал Лекционный центр, который был сдан в эксплуатацию на рубеже 2004—2005 годов. Однако в 2006 году реализация двух других частей здания была поставлена под сомнение из-за нехватки собственных средств университета, что привело к необходимости изменить концепцию. Проект комплекса, модифицированный и адаптированный к реалиям 2007 года, предусматривал, что в 2007—2012 годах рядом с Лекционным центром будут построены здания : Факультет компьютерных наук и менеджмента (на месте Центра студенческой культуры) и Техническая библиотека (после изменения названия Основной библиотеки).
В рамках модификации было сокращено полезное пространство, предназначенное для библиотеки, а второй этаж стал доступен для исследовательских инициатив Института информатики. Тогда же название Лекционного центра было изменено на Лекционный и Конференц-центр.
Запланированное строительство не было реализовано, и, как следствие, на рубеже 2007/2008 годов концепция была снова изменена. После второй модификации концепция вернулась к исходным предположениям, но с изменённой прикладной программой в части, предназначенной для Технической библиотеки, ещё раз ограничив площадь, предназначенную для библиотеки, в пользу нескольких лекционных залов вместимостью от 30 до 90 человек.
После второй модификации концепции здание было переименовано в Техническую библиотеку и лекционный центр. Строительство возобновлено в 2008 году и завершено в 2010 году.

### Центр мехатроники, биомеханики и наноинженерии
В 2009 году началось строительство Центра мехатроники, биомеханики и наноинженерии. Предусматривается, что в здании будут размещены институты и заводы 5 факультетов Технологического университета. Каждому из пяти этажей отведено отдельное исследовательское и учебное направление: 1-й и 2-й этажи — материаловедение, 3-й этаж — мехатроника, 4-й этаж — наноинженерия и 5-й этаж — биомеханика. Общее количество учебных мест в аудиториях и лабораториях должно составить почти 4 000 . Здание сдано в эксплуатацию в ноябре 2011 года.

### Центр химико-технологического факультета
В качестве первой инвестиции в этом направлении в 2011 году строительство нового корпуса химико-технологического факультета В центре классы на 2200 мест и 70 исследовательских лабораторий. Новое здание позволило объединить ресурсы химико-технологического факультета в одном объекте. Стройка была завершена в конце 2013 года.

### Спортивный зал
В 2015 году новый спортивный зал вместил три полноразмерные баскетбольные площадки и почти 7000 квадратных метров различных поверхностей . На объекте есть спортивные площадки, предназначенные для занятий по следующим дисциплинам: гандбол, футзал, баскетбол, волейбол, корфбол,бадминтон флорбол, теннис. Есть также комната первой помощи и физиотерапии, допинг-контроля, помещения для аэробики и фитнеса, гребных тренажёров, залы боевых искусств (дзюдо, тхэквон-до, айкидо), а также тренажерный зал .

### Факультет архитектуры и менеджмента
Также было построено здание для факультетов архитектуры и управления, сданное в эксплуатацию в начале 2020 года. Университет планирует возвести и другие здания.